# Aphelandra quadrigona
Aphelandra quadrigona är en akantusväxtart som först beskrevs av Vahl och Heinrich Friedrich Link, och fick sitt nu gällande namn av Marselein Rusario Almeida. Aphelandra quadrigona ingår i släktet Aphelandra och familjen akantusväxter. Inga underarter finns listade i Catalogue of Life.